# متلازمة ماكدونو
متلازمة ماكدونو معروفة أيضًا باسم التخلف العقلي، والوجه الغريب، والجنف الحدبي، وانفراق العضلة المستقيمة، وعدم وجود الخصية، وعيوب القلب الخلقية، هي اضطراب وراثي نادر جدًا تصاحبه تشوهات في الوجه، وتأخر نفسي حركي، وإعاقات ذهنية، وعيوب قلبية خلقية. إضافة إلى الصدر المقعر أو الصدر الجؤجؤي، والجنف الحدابي، وانفراق العضلة المستقيمة، والخصية الهاجرة.

## الأعراض
فيما يلي قائمة بالأعراض التي تظهر عادةً على الأفراد المصابين بهذا الاضطراب:
- بروز القوس الحاجبي
- اقتران الحاجبين (المعروف باسم synophrys)
- الحول
- الآذان الكبيرة المنعطفة للأمام
- الأنف الكبير
- عدم انطباق الأسنان على بعضها بشكل مثالي
- تخلف نفسي حركي
- إعاقة ذهنية
- تضيق الشريان الرئوي
- القناة الشريانية السالكة
- عيب في الحاجز الأذيني

تشمل الأعراض الأقل شيوعًا عيوب الصدر (المقعر أو الجؤجؤي)، والانحناء الجانبي للصدر (الميلان)، وانفراق العضلة المستقيمة، وعدم وجود الخصية.

## الانتشار
شُخصت 6 حالات فقط بالمتلازمة في الأدبيات الطبية:
- ذكر جيرهارد نويهوزر، وجون إم. أوبيتز أن 3 من أصل 5 أشقاء من عائلة لا تربطها صلة قرابة ومن جيلين مختلفين قاطنين في ولاية ويسكونسن عانوا من الأعراض المذكورة أعلاه. وكان معدل ذكاء هؤلاء الأطفال يتراوح بين 47 إلى 67، وهو ما يعتبر إعاقة ذهنية سريرية، وكان لدى أصغر الأخوين المصابين اثنين من الكروموسومات X وكروموسوم واحد Y وكان والده يعاني من نسخة فسيفسائية من الاضطراب المذكور (46، XY / 47، XXY). 1975 [3]
- شخّص جارسيا ساجريدو وآخرون، اثنين من أصل ثلاثة أشقاء من عائلة إسبانية بالمتلازمة. وكان لديهم الأعراض المذكورة أعلاه في المقالة. وكان أحد الأطفال (الذكور) وأمه غير المصابة يحملان انتقالًا متوازنًا على الكروموسوم العشرين والكروموسوم X.[4] وذلك في 1984
- شخّص بارول جين، وريتو أرورا، وأبهيلاشا سانوريا، وأكشاي كيه سينغ، طفلا بالمتلازمة من أصل 3 أشقاء من عائلة مكونة من جيلين من نيودلهي، في الهند، وهو صبي يبلغ من العمر 11 عامًا عانى من الأعراض المذكورة أعلاه إضافة إلى تدلي الجفون مع انخفاض حدة البصر. 2022[5]